# Sergio Sala
Sergio Sala (rođen 11. siječnja 1958. u Casatenovu) poznat i kao “Gigi”, bivši je talijanski poluprofesionalni nogometaš i penjač.

## Nogometna karijera
Sergio je svoju igračku karijeru započeo u San Giorgiju, klubu sa sjedištem u Casatenovu. Igrao je na poziciji središnjeg beka (stopera).
Godine 1980., kada je imao 22 godine, primijetio ga je i regrutirao klub Associazione Sportiva Sant'Angelo. Odigrao je dvije sezone s njima, a onda su ga počeli primjećivati veći klubovi kao što su Atalanta, A.C. Monza i Como. Međutim, tijekom jednog od njegovih posljednjih mečeva s A.S. Sant’Angelo, potrgao je meniskus, što ga je nagnalo da se povuče iz nogometa.

## Penjačka karijera
Nakon Salina umirovljenja postao je penjač. Bio je prva osoba koja je stigla na vrh planine Resegone 1985. i vrh Grigne 1988. U obje je prilike na vrh stigao samo rukama i bez ikakve zaštite. Nakon ovih postignuća postao je vrlo poznat u regiji Brianza.
Od 1984. do 2013. bio je jedan od alpskih vodiča CAI-a Barzanòa.

## Osobni život
Jedan je od najboljih prijatelja pjevača Francesca Magnija (1949. – 2021.). On i Sergio Sala zajedno su snimili nekoliko pjesama pjevajući na brianzoo dijalektu. Najpoznatija je “Polenta e Buseca”.